# Legio II Flavia Constantiniana

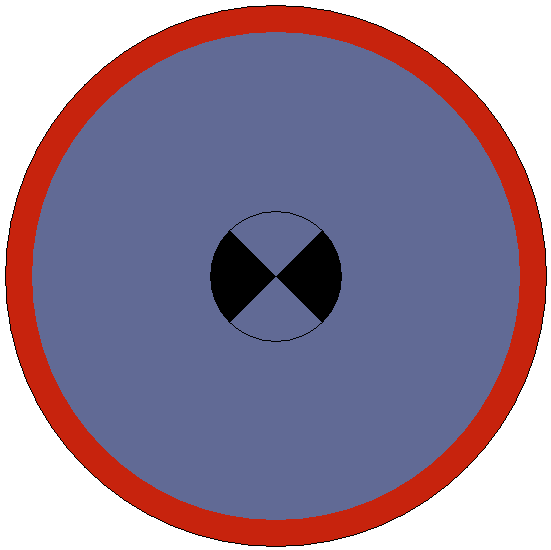
Schildbemalung der Secunda Flavia Constantiniana im frühen 5. Jahrhundert.

Die Legio II Flavia Constantiniana  war eine Legion der spätrömischen Armee.
Die Legion wurde möglicherweise um das Jahr 312 von Konstantin dem Großen durch Umbenennung aus einer Legion der Kaiser Severus, Licinius, Maximinus Daia, Domitius Alexander oder Maxentius gebildet.
Zunächst war die Legion wohl in Italien stationiert. Zwischen 414 und 421 wurden zwei Constantiniani genannte Legionsteile nach Africa verlegt, um der Bedrohung durch die Vandalen entgegenzutreten.
Die Legio Secunda Flavia Constantiniana diente im frühen 5. Jahrhundert als Comitatenses (Feldheer) unter dem Oberbefehl des Magister Peditum Praesentalis. Die Constantiniani unterstanden ebenfalls als Comitatenses dem Oberbefehl des Magister Equitum per Gallias und dienten unter dem Comes Tingitaniae in der Provinz Mauretania Tingitana (Nordmarokko) und unter dem Comes Africae in Africa proconsularis (Libyen).
Ob die im Osten des Reiches als Auxilia palatina unter dem Oberbefehl des Magister Militum Praesentalis dienenden Constantiniani ebenfalls aus der Legio II Flavia Constantiniana oder der Legio I Flavia Victrix Constantina hervorgegangen sind, ist ungesichert.